# Vladimir Božović
Vladimir Božović (Peć, Yugoslavia, actual Kosovo; 13 de noviembre de 1983) es un futbolista profesional montenegrino que juega como defensa.
Actualmente milita en el FC Mordovia Saransk. Božović es internacional absoluto y uno de los miembros fundadores de la Selección de Montenegro.

## Clubes
| Club                  | País                | Periodo   | PJ (G)  |
| --------------------- | ------------------- | --------- | ------- |
| Zastava Kragujevac    | Yugoslavia          | 1999-2000 | 17 (0)  |
| OFK Belgrado          | Serbia y Montenegro | 2000-2007 | 80 (14) |
| FK Proleter Zrenjanin | Serbia y Montenegro | 2003-2004 | 17 (0)  |
| F. K. Kom             | Serbia y Montenegro | 2006      | 13 (1)  |
| Rapid Bucureşti       | Rumanía             | 2007-2013 | 101 (3) |
| FC Mordovia Saransk   | Rusia               | 2013-     |         |